# Luke Mathews
Luke Mathews (né le 21 juin 1995 à Williamstown) est un athlète australien, spécialiste du 800 mètres. 

## Biographie
Il remporte la médaille de bronze du 800 mètres lors des Jeux du Commonwealth de 2018, à Gold Coast.

## Palmarès
| Date | Compétition          | Lieu       | Résultat | Épreuve | Temps         |
| ---- | -------------------- | ---------- | -------- | ------- | ------------- |
| 2018 | Jeux du Commonwealth | Gold Coast | 3e       | 800 m   | 1 min 45 s 60 |
| 2018 | Jeux du Commonwealth | Gold Coast | 12e      | 1 500 m | 3 min 47 s 04 |

## Records
| Épreuve | Marque        | Lieu      | Date        |
| ------- | ------------- | --------- | ----------- |
| 800 m   | 1 min 45 s 16 | Melbourne | 5 mars 2016 |